# Aleš Zima
Aleš Zima (Hradec Králové, 15 ottobre 1973) è un ex hockeista su ghiaccio ceco, di ruolo attaccante.
In carriera ha raccolto oltre 300 presenze nell'extraliga ceca, vincendo il titolo nel 1995-1996 con la maglia del Vsetin.
È padre del calciatore David Zima.